# Watertoren (Leeuwarden Groningerstraatweg)
Aan de Groningerstraatweg staat de Nieuwe Watertoren, heden ten dage ook bekend als woontoren Aquastate.
De toren is in 1925 gebouwd door de Bredasche Beton Maatschappij en heeft een hoogte van 36 meter. De inhoud van het reservoir is 1000 m³. Deze toren is later buiten gebruik genomen en in 1999 voor 1 gulden aangekocht door de Leeuwarder Theo Douma. Die verkocht de watertoren vervolgens aan onder meer projectontwikkelaar Jan van Kammen. Van Kammen heeft met zijn zakenpartners de plannen verwezenlijkt tot de bouw van 9 appartementen met de naam Aquastate   in 2002. Een eerste schetsontwerp van de watertoren is door de Leeuwarder architect Richard Wolthekker gemaakt. De toren staat op plaats veertien van de lijst van hoogste gebouwen van Leeuwarden
Akkrum · 
Bolsward ·
Dokkum ·
Drachten ·
Franeker ·
Harlingen ·
Heerenveen ·
Hoorn Terschelling ·
Joure ·
Leeuwarden 
(Groningerstraatweg · Schrans) ·
Lippenhuizen ·
Schiermonnikoog ·
Sint Jacobiparochie ·
Sneek